# Gurgel BR-Van
O Gurgel BR-Van foi um protótipo que a Gurgel desenvolveu, em meados de 1989. É uma derivação do BR-800, uma espécie de perua. Porém, a Gurgel desistiu de produzi-la.